# Dave Rowntree
Dave Rowntree (nascido David Alexander De Horne Rowntree, Colchester, Essex, 8 de maio de 1964) é um advogado inglês, músico, animador, e ativista político. Ele é mais conhecido como o baterista da banda de rock alternativo Blur. Ele também é membro dos The Ailerons.

## Início de vida
Após acabar a escola, ingressou na Higher National Diploma (HND) na área de Ciências de Computação na Thames Polytechnic, e iniciou a sua carreira como programador informático em Colchester Borough Council.

## Carreira
Rowntree é animador informático e possui uma empresa chamada Nanomation. Também trabalha em computação gráfica e contribuiu com três artigos relacionados com renderização não-fotorealista.
Desde 2006, Rowntree estudou para ser advogado, tendo se formado. Opõe-se à pena de morte e é dono da Amicus, uma organização que oferece representação legal para quem está no corredor da morte nos Estados Unidos.
É membro fundador da Featured Artists' Coalition.